# Ilex ardisiifrons
Ilex ardisiifrons là một loài thực vật có hoa trong họ Aquifoliaceae. Loài này được Reissek mô tả khoa học đầu tiên năm 1861.